# 이카리가세키촌
이카리가세키촌(碇ヶ関村)은 아오모리현 미나미쓰가루군에 있던 촌이다. 미나미쓰가루군 히라카촌과 오노에정을 합병해 히라카와시가 되면서 자치체는 소멸되었고 지명만 남아있다.

## 역사
오슈 가도에 따라 있는 마을로, 이전에는 히로사키 번이 관문을 설치하였다.
- 1889년 4월 1일 - 정촌제 시행과 함께 이카리가세키촌, 후루카케촌, 히사키치촌이 합병해 촌제를 시행하였다.
- 2006년 1월 1일 - 미나미쓰가루군 히라카정, 오노에정과 합병해 히라카와시가 되어 소멸하였다.

## 교통

### 도로
- 국도 7호선
- 국도 282호선